# Oregon Route 540
Az Oregon Route 540 (OR-540) egy oregoni állami országút, amely kelet–nyugati irányban az Arago-csúcsi Állami Parktól a U.S. Route 101 North Bend városközpontjában található csomópontjáig halad.
A szakasz Cape Arago Highway No. 240 néven is ismert.

## Leírás
A szakasz az Aragó-csúcsi Állami Parknál kezdődik, majd északkelet felé haladva több park mellett is elhalad. Coos Bay Empire kerületében a pálya keletre fordul, majd North Bendbe érkezik, ahol egy északi, majd egy keleti kereszteződés után a 101-es útba torkollik.